# Patersbach
Patersbach ist ein Ortsteil der im rheinland-pfälzischen Landkreis Kusel gelegenen Ortsgemeinde Altenglan. Bis 1969 war er eine selbständige Gemeinde.

## Lage
Patersbach liegt im Nordpfälzer Bergland im nordwestlichen Gemeindegebiet. Östlich der Bebauung verläuft der Glan in Süd-Nord-Richtung. Der Patersbach berührt den nördlichen Siedlungsrand, bevor er in den Glan mündet.
Zu Patersbach gehört auch der Wohnplatz Focken-Mühle.

## Geschichte
Vermutlich bereits im 8. Jahrhundert gegründet, wurde das Dorf als „Paderspach“ erstmals im Jahr 1364 in einer Urkunde erwähnt.
Von 1798 bis 1814, als die Pfalz Teil der Französischen Republik (bis 1804) und anschließend Teil des Napoleonischen Kaiserreichs war, war Patersbach in den Kanton Kusel eingegliedert. 1815 wurde der Ort Österreich zugeschlagen. Bereits ein Jahr später wechselte der Ort in das Königreich Bayern. Von 1818 bis 1862 war der Ort Bestandteil des Landkommissariat Kusel, das anschließend in ein Bezirksamt umgewandelt wurde.
1939 wurde der Ort in den Landkreis Kusel eingegliedert. Nach dem Zweiten Weltkrieg wurde Patersbach innerhalb der französischen Besatzungszone Teil des damals neu gebildeten Landes Rheinland-Pfalz. Im Zuge der ersten rheinland-pfälzischen Verwaltungsreform wurde der Ort 1969 in die Nachbargemeinde Altenglan eingegliedert.

## Religion
Protestantischerseits gehört Patersbach zur Pfarrei Altenglan.

## Politik

### Ortsbezirk
Der Ortsteil Patersbach ist einer von zwei Ortsbezirken der Ortsgemeinde Altenglan und verfügt über einen eigenen Ortsbeirat sowie einen Ortsvorsteher.
Der Ortsbeirat besteht aus drei Mitgliedern und dem ehrenamtlichen Ortsvorsteher als Vorsitzendem.
Ortsvorsteher ist Harry Schwarz (SPD).

### Wappen
| Wappen von Patersbach | Blasonierung: „In Silber (Weiß) ein blauer Schräglinkswellenbalken, oben rechts ein linksgerichteter rotbewehrter und -bezungter blauer Löwe, unten links eine blaue Taube mit einem blauen Salbölfläschchen im Schnabel.“ |
| Wappen von Patersbach | |

## Kultur
Mit einem Quereinhaus, der Schmiede und der Fockenmühle existieren vor Ort insgesamt drei Objekte, die unter Denkmalschutz stehen.

## Infrastruktur
1904 entstand im benachbarten Bedesbach der Bahnhof Bedesbach an der in diesem Jahr eröffneten Glantalbahn; bereits ein Jahr später wurde er in Bedesbach-Patersbach umbenannt. Der Personenverkehr kam 1985 zum Erliegen. Durch Patersbach verläuft die Bundesstraße 420;  mündet die von Bedesbach kommende Kreisstraße 36 in diese.